# 여류명인전 (쇼기)
오카다미술관배 여류명인전(岡田美術館杯女流名人戦)은 호치신문사가 주최하는 쇼기 기전이다. 여류기전 중 가장 역사가 오래된 기전이며, 도전기 형식의 여류 타이틀전(백령전, 청려전, 마이나비 여자오픈, 여류왕좌전, 여류명인전, 여류왕위전, 여류왕장전, 쿠라시키토우카전) 중 서열 5위이다.

## 개요
1970년대에 여성에의 쇼기보급을 위해 당시 쇼기연맹 회장이던 오오야마 야스하루와 부회장 하라다 야스오가 주축이 되어 여류기사 제도 및 여류기사를 위한 기전 창설의 필요성이 제기되었다. 이에 당시 이사이던 요네나가 쿠니오가 1974년 초순에 세키네 시게루에게 상담한 결과, 세키네와 가깝게 지내던 호치신문사 편집국장과 이야기를 하게 되어, 마침 당시에 프로야구 오프시즌 동안 신문에 실을 기사거리가 필요하던 호치신문의 사정과 맞물려 빠르게 일이 추진되었고, 그 해에 바로 "여류프로명인위전(女流プロ名人位戦)"이라는 명칭으로 최초의 여류기전이 창설되었다.
제20기부터는 유니버설 엔터테인먼트가 특별협찬을 하게 되었고, 자사 소유의 미술관명을 따서 제42기(2015년)부터 기전의 정식 명칭이 "오카다미술관배 여류명인전"이 되었다.

## 방식
예선, 본선리그를 통해 도전자를 선발하며, 도전자와 여류명인이 다음해 1~2월에 5번기를 두어 승자가 차기 여류명인이 된다.

### 예선
전년도 여류명인 및 본선리그 잔류자를 제외한 현역 여류기사 전원이 참가하는 단판 싱글엘리미네이션 토너먼트이다. 예선 통과자는 4명이다. 제한시간은 2시간에 1분 초읽기이다.

### 본선리그
정식 명칭은 "여류명인리그"이며 전년도 5번기 패자, 리그 잔류자, 예선통과자 도합 10명이 단판 풀리그를 진행한다. 전년도 5번기 패자가 1위, 리그 잔류자가 전년도 성적 순으로 2~6위, 예선통과자가 공동7위의 순위를 부여받고 시작하여, 동률이 발생할 경우에는 순위에 의해 우열을 결정한다. 단 동률 1위의 경우에는 플레이오프를 통해 도전자를 결정한다. 성적 상위 6명은 리그에 잔류하게 되고, 하위 4명은 다음 년도에 예선부터 시작하게 된다. 제한시간은 2시간에 1분 초읽기이다.

### 도전기
여류명인과 도전자가 5번기를 두어서 승자가 차기 여류명인이 된다. 제한시간은 각 3시간에 1분 초읽기이다.

## 영세칭호
여류 명인 타이틀을 통산 5기 획득한 여류기사에게 "퀸 명인"의 칭호가 주어진다.

## 역대 결승 결과
※ 전적은 우승자 기준으로 O = 승, X = 패, 千 = 천일수, 持 = 지쇼기를 나타낸다.
| 기 | 연도 | 우승자          | 전적    | 준우승자        | 비고                |
| -- | ---- | --------------- | ------- | --------------- | ------------------- |
| 1  | 1974 | 타코지마 아키코 | OO      | 테라시타 노리코 |                     |
| 2  | 1975 | 타코지마 아키코 | OO      | 타다 요시코     |                     |
| 3  | 1976 | 타코지마 아키코 | OO      | 모리야스 타에코 |                     |
| 4  | 1977 | 야마시타 카즈코 | OO      | 타코지마 아키코 |                     |
| 5  | 1978 | 야마시타 카즈코 | OO      | 세키네 키요코   |                     |
| 6  | 1979 | 야마시타 카즈코 | OO      | 세키네 키요코   |                     |
| 7  | 1980 | 야마시타 카즈코 | OO      | 타코지마 아키코 |                     |
| 8  | 1981 | 타코지마 아키코 | OXOO    | 야마시타 카즈코 |                     |
| 9  | 1982 | 하야시바 나오코 | OXOO    | 타코지마 아키코 |                     |
| 10 | 1983 | 하야시바 나오코 | OOO     | 세키네 키요코   |                     |
| 11 | 1984 | 하야시바 나오코 | XOOO    | 나가사와 치카코 |                     |
| 12 | 1985 | 나카이 히로에   | OOXO    | 하야시바 나오코 |                     |
| 13 | 1986 | 나카이 히로에   | OXXOO   | 하야시바 나오코 |                     |
| 14 | 1987 | 시미즈 이치요   | OOO     | 나카이 히로에   |                     |
| 15 | 1988 | 나카이 히로에   | OXXOO   | 시미즈 이치요   |                     |
| 16 | 1989 | 시미즈 이치요   | OOO     | 나카이 히로에   |                     |
| 17 | 1990 | 하야시바 나오코 | OOXO    | 시미즈 이치요   |                     |
| 18 | 1991 | 나카이 히로에   | OOXXO   | 하야시바 나오코 |                     |
| 19 | 1992 | 나카이 히로에   | OOO     | 시미즈 이치요   | 나카이 퀸 명인 획득 |
| 20 | 1993 | 나카이 히로에   | OOXX千O | 사이다 하루코   |                     |
| 21 | 1994 | 시미즈 이치요   | OOO     | 나카이 히로에   |                     |
| 22 | 1995 | 시미즈 이치요   | OOO     | 나카이 히로에   |                     |
| 23 | 1996 | 시미즈 이치요   | XOXOO   | 나카이 히로에   | 시미즈 퀸 명인 획득 |
| 24 | 1997 | 시미즈 이치요   | OOO     | 나카이 히로에   |                     |
| 25 | 1998 | 시미즈 이치요   | OOXO    | 우스이 료코     |                     |
| 26 | 1999 | 나카이 히로에   | OOO     | 시미즈 이치요   |                     |
| 27 | 2000 | 사이다 하루코   | OXXOO   | 나카이 히로에   |                     |
| 28 | 2001 | 나카이 히로에   | OOO     | 사이다 하루코   |                     |
| 29 | 2002 | 나카이 히로에   | OXXOO   | 우스이 료코     |                     |
| 30 | 2003 | 시미즈 이치요   | OXOO    | 나카이 히로에   |                     |
| 31 | 2004 | 시미즈 이치요   | OXOO    | 치바 료코       |                     |
| 32 | 2005 | 야우치 리에코   | OOO     | 시미즈 이치요   |                     |
| 33 | 2006 | 야우치 리에코   | OXXOO   | 나카이 히로에   |                     |
| 34 | 2007 | 야우치 리에코   | OOO     | 사이다 하루코   |                     |
| 35 | 2008 | 시미즈 이치요   | XOOXO   | 야우치 리에코   |                     |
| 36 | 2009 | 사토미 카나     | OOO     | 시미즈 이치요   |                     |
| 37 | 2010 | 사토미 카나     | OOO     | 시미즈 이치요   |                     |
| 38 | 2011 | 사토미 카나     | XOOO    | 시미즈 이치요   |                     |
| 39 | 2012 | 사토미 카나     | OXOXO   | 우에다 하츠미   |                     |
| 40 | 2013 | 사토미 카나     | OOO     | 나카무라 마리카 | 사토미 퀸 명인 획득 |
| 41 | 2014 | 사토미 카나     | OOO     | 시미즈 이치요   |                     |
| 42 | 2015 | 사토미 카나     | XOOXO   | 시미즈 이치요   |                     |
| 43 | 2016 | 사토미 카나     | XXOOO   | 우에다 하츠미   |                     |
| 44 | 2017 | 사토미 카나     | OOO     | 이토 사에       |                     |
| 45 | 2018 | 사토미 카나     | OOXO    | 이토 사에       |                     |
| 46 | 2019 | 사토미 카나     | OOO     | 타니구치 유키   |                     |
| 47 | 2020 | 사토미 카나     | OOO     | 카토 모모코     |                     |

### 내용주
1. ↑  쇼기계의 시즌은 4월부터 다음해 3월까지이기 때문에 n년도 여류명인전의 5번기는 n+1년도 1~2월에 치러진다.